# Beaumont, Mississippi
Beaumont är en ort i Perry County i delstaten Mississippi, USA.